# Lesueuria pinnata
Lesueuria pinnata is een soort in de taxonomische indeling van de ribkwallen (Ctenophora). 
De kwal behoort tot het geslacht Lesueuria en behoort tot de familie Bolinopsidae. De wetenschappelijke naam van de soort werd voor het eerst geldig gepubliceerd in 1950 door Ralph & Kaberry.